# 奥特拉德诺耶农村居民点 (沃罗涅日州)
奥特拉德诺耶农村居民点（俄语：Отрадненское сельское поселение）是俄罗斯联邦沃罗涅日州新乌斯曼区所属的一个农村居民点。其下辖有2个居民点，行政中心为奥特拉德诺耶。据2016年统计，该农村居民点的人口为7823人。